# Baldingen
Baldingen is een plaats en voormalige gemeente in het Zwitserse kanton Aargau en maakt deel uit van het district Zurzach.
Baldingen AG telt 274 inwoners.
Op 1 januari 2022 fuseerde Baldingen met de gemeenten Bad Zurzach, Böbikon, Kaiserstuhl, Rekingen, Rietheim, Rümikon en Wislikofen tot een nieuwe gemeente die de naam Zurzach kreeg.

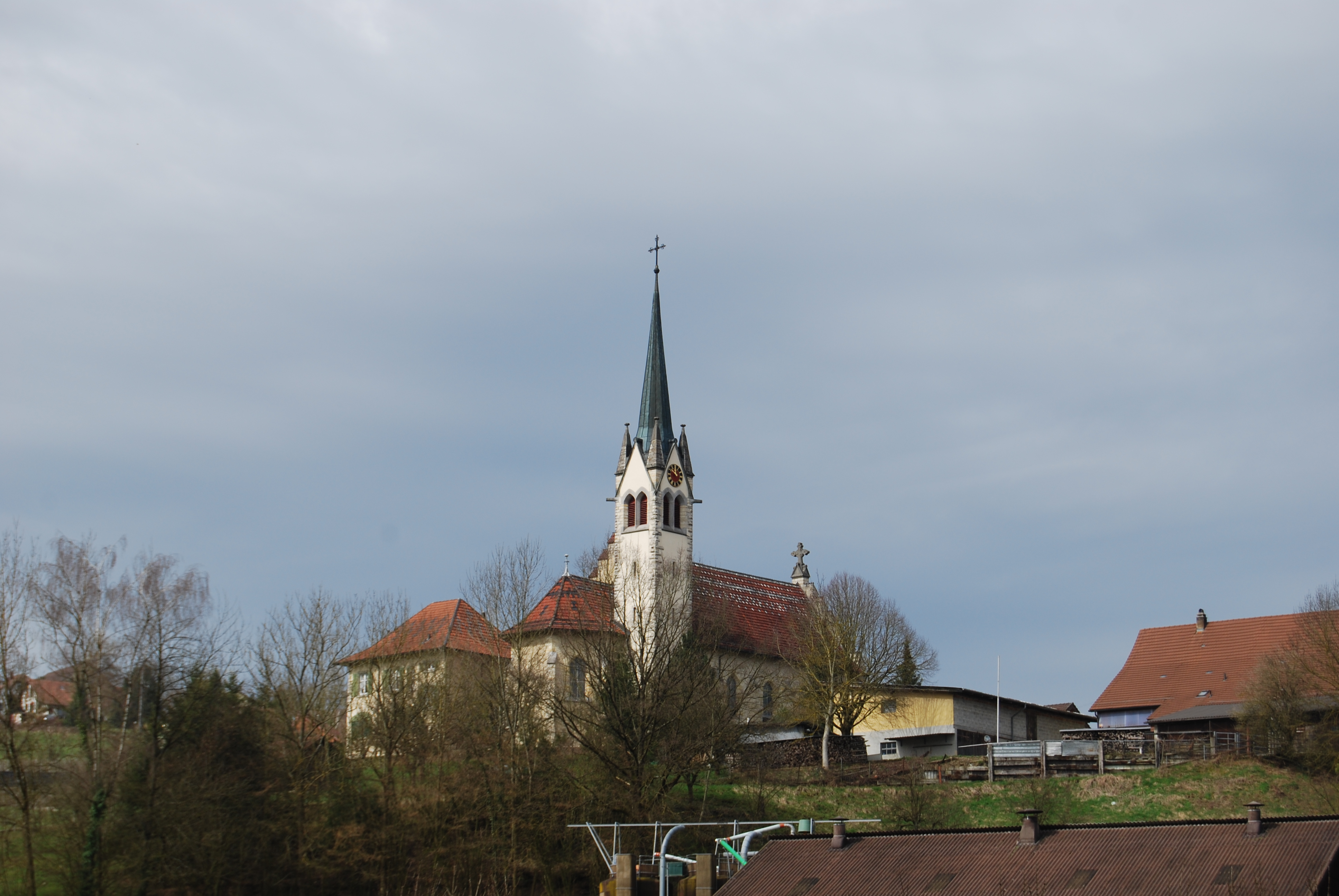
Baldingen